# Наум (Байбородин)
Архимандрит Наум (в миру Николай Александрович Байбородин; 19 декабря 1927, деревня Шубинка, Ордынский район, Новосибирская область — 13 октября 2017, Москва) — священнослужитель Русской православной церкви, архимандрит, духовник Троице-Сергиевой лавры, один из наиболее известных духовников Русской православной церкви последней четверти XX — начала XXI веков, который многими почитался как старец.

## Биография
Родился 19 декабря 1927 года в селе Шубинке Ордынского района Новосибирской области в семье Александра Евфимовича и Пелагеи Максимовны Байбородиных. 25 декабря крещён в Сергиевском храме родного села. С переездом родителей в Приморский край обучался в средней школе в городе Советская Гавань, но успел закончить лишь девять классов.
Во время Великой Отечественной войны, в октябре 1944 года был мобилизован в ряды РККА и проходил срочную службу в авиатехнических частях: сначала в авиационной радиотехнической школе города Фрунзе, затем переведён в город Ригу (Латвия), служил в воинских частях № 49722 (Калининград) и № 53972 (Шяуляй), обеспечивая техобслуживание аэродромов. В ноябре 1952 года был демобилизован в звании старшего сержанта, получив поощрение — памятную фотографию у знамени части.
С 1952 по 1953 год заканчивал прерванное образование в вечерней средней школе № 26 на станции Пишпек (Фрунзе) Туркестано-Сибирской железной дороги.
В 1953 году поступил на физико-математический факультет Политехнического института в городе Фрунзе.
В 1957 году приехал в город Загорск, где поступил в Московскую духовную семинарию, а 14 октября того же года был зачислен в братию Троице-Сергиевой лавры.
14 августа 1958 года наместником обители архимандритом Пименом (Хмелевским) был пострижен в монашество с именем Наум в честь преподобного Наума Радонежского. 8 октября, на праздник преподобного Сергия Радонежского, в Сергиевской церкви Троице-Сергиевой лавры (Трапезном храме) митрополитом Новосибирским и Барнаульским Нестором (Анисимовым) был хиротонисан в сан иеродиакона, а 8 октября 1959 года в Успенском соборе лавры митрополит Одесский и Херсонский Борис (Вик) рукоположил его в сан иеромонаха.
После окончания в 1960 году духовной семинарии по первому разряду поступил в Московскую духовную академию, которую окончил со степенью кандидата богословия.
25 апреля 1970 года ректором Московской духовной академии и семинарии архиепископом Дмитровским Филаретом иеромонах Наум был возведён в достоинство игумена, а в 1979 году, ко дню Святой Пасхи, — в достоинство архимандрита.
В 1996 году активно способствовал строительству в родном селе Малоирменка Михаило-Архангельского женского монастыря, основанного на месте разрушенного сельского храма.
С 2000 года вошёл в Духовный совет Троице-Сергиевой лавры, а в 2001 году назначен попечителем лаврского детского дома-интерната в подмосковном Топоркове.
С 2016 года находился в коматозном состоянии в связи с отёком головного мозга. Скончался в больнице утром 13 октября 2017 года. Отпевание было совершено 15 октября в Успенском соборе Троице-Сергиевой лавры.

## Отзывы и оценки
Заходим в малипусенькую келью. А там белый-белый человек с глубоченными глазами, как будто ты в них тонешь! <…> А потом у нас со старцем состоялся душевный разговор <…> И мне стало так светло, так хорошо, легко на душе! Прямо счастье почувствовала! И с тех пор у меня все началось, как-то сразу все открылось.
— певица Надежда Бабкина

То время, когда он мог принимать исповедь, и когда толпами шли люди, он с каждым беседовал, разрешал, давал какие-то советы <…> слава Богу, что он нам встретился в жизни, что дал нам этот урок и то направление, по которому многие из нас идут. Благодаря этому человеку сегодня не только у меня, но и многих других людей состоялась церковная жизнь.
— митрополит Кирилл (Наконечный)

Вот это всё и многое иное до кучи и называлось сектой Наум-сенрикё. Как-то я спросил наместника Лавры — что ж вы этого сектанта в Лавре держите? Ответ был таким: «а здесь мы хоть чуточку может его контролировать»… Но тщетно: наумовские метастазы уже почти во всех женских монастырях России.
— протодиакон Андрей Кураев
«Старец Наум» — один из персонажей автобиографической книги фотографа Марии Кикоть «Исповедь бывшей послушницы».
Мы вместе поехали в Лавру к старцу Науму. С пяти утра в домике старца уже занимали очередь. Народу было много, каждый со своими вопросами. Многие приходили сюда уже не первый день, но не могли попасть на прием. К нам иногда выходила келейница старца и его помощник — иеромонах Аверкий, спрашивали, кто по какому вопросу идет к старцу. Я сказала, что у меня вопрос, связанный с монашеством. Как только я озвучила свой вопрос, о. Аверкий <…> без очереди повел меня в маленькую келью, заваленную почти до потолка книгами, коробками со всякими продуктами и подарками, где в уголке на кресле сидел старец Наум в подряснике и епитрахили. Батюшка как будто дремал или просто сидел с прикрытыми глазами. Возле кресла среди коробок лежал маленький коврик, на него следовало встать на колени. 
— Вот, Батюшка, она хочет в монастырь.
Отец Наум открыл глаза и сходу начал спрашивать меня о моих грехах. Просто называл грехи, а я должна была говорить, согрешила я в этом или нет. Причем почему-то это были в основном блудные грехи. Нужно было рассказывать старцу обо всем по порядку: когда, где, с кем и как. Дверь в келью была наполовину приоткрыта, закрыть ее мешали коробки, а в проходе и на лестнице стояли люди, ожидавшие своей очереди, им было слышно каждое наше слово. Старец внимательно слушал и задавал наводящие вопросы, люди на лестнице тоже стояли тихо. Мне было ужасно стыдно, и совсем не хотелось при всех в подробностях обсуждать свою личную жизнь. <…> Я думала, что это только мне досталось такое испытание за мои грехи, но потом, много позже, я узнала, что он всех так допрашивает, это называется «глубокая исповедь у старца». Молодых девушек, которые не имели реального опыта сексуальной жизни он допрашивал об их помыслах и снах, задавая пикантные наводящие вопросы. Некоторые после такой исповеди узнавали для себя много нового, чего не могли узнать даже из фильмов и интернета. В конце процедуры он спросил:
— В Шубинку поедешь?
Я ответила:
— Поеду. А где это?
Оказалось, это в Новосибирской области. Это была родина самого о. Наума, и там по его благословению был основан девичий монастырь. <…>

Оказалось, что кроме меня и еще трех-четырех сестер, пришедших сюда по своей воле, остальные были жертвами «благословений» старца Наума. Большинство этих сестер совсем не собиралось монашествовать. Их родители были чадами о. Наума, и их, еще почти девочками, старец благословил на монашеский подвиг, даже не спросив их мнения.

## Семья
- Отец — Александр Евфимович Байбородин
- Мать — Пелагея Максимовна Байбородина (схимонахиня Сергия †10.06.1982)

В семье родилось семь детей (Михаил, Димитрий, Мария, Елизавета, Елизавета (вторая), Зинаида), но все его братья и сестры умерли в малолетстве.

## Награды
- Медаль «За победу над Германией в Великой Отечественной войне 1941—1945 гг.»
- Юбилейная медаль «30 лет Советской Армии и Флота»

## Публикации
- Слово в день памяти Преподобного Сергия, игумена Радонежского // Журнал Московской Патриархии. 1990. — № 10. — C. 40-43.
- Десять заповедей (беседа перед исповедью) // Журнал Московской Патриархии. 1992. — № 2. — C. 14-19; № 3. — C. 22-25; № 4. — C. 27-31; № 5. — C. 23-26
- Воля к святости. Три греха. Проповедь. Лето 1998 г. // Вера-Эскӧм (Сыктывкар). АРХИВ: 1991—1999
- Бог — Творец и Освятитель мира. — М.: Сибирская Благозвонница, 2018. — 281 с. — 5000 экз. — ISBN 978-5-00127-030-0.
  - Бог-Творец и Освятитель мира. — Москва : Сибирская Благозвонница, 2022. — 281 с. — ISBN 978-5-00127-299-1. — 3000 экз.
- Кончина мира : пророчества. — М.: Сибирская Благозвонница, 2018. — 282 с. — 7000 экз. — ISBN 978-5-00127-002-7.
  - Кончина мира : пророчества. — М.: Сибирская Благозвонница, 2020. — 282 с. — ISBN 978-5-00127-128-4.
- Пасха и пасхалия: о времени празднования Пасхи. — М.: Сибирская Благозвонница, 2018. — 60 с. — 10 000 экз. — ISBN 978-5-906911-88-9.
  - Пасха и пасхалия: о времени празднования Пасхи. — М.: Сибирская Благозвонница, 2020. — 60 с. — 10 000 экз. — ISBN 978-5-00127-151-2.
- Путь покаяния. — Москва: Сибирская Благозвонница, 2018. — 198 с. — 5000 экз. — ISBN 978-5-00127-031-7.
  - Путь покаяния. — Москва: Сибирская Благозвонница, 2019. — 198 с. — 5000 экз. — ISBN 978-5-00127-114-7.
- Философия духа отцов «Добротолюбия». — Москва: Сибирская Благозвонница, 2018. — 174 с. — 5000 экз. — ISBN 978-5-00127-026-3.
  - Философия духа отцов «Добротолюбия». — Москва: Сибирская Благозвонница, 2020. — 174 с. — 5000 экз. — ISBN 978-5-00127-150-5.
- Грехи и страсти и борьба с ними: по трудам святителя Феофана Затворника / составил архимандрит Наум (Байбородин). — Москва: Сибирская Благозвонница, 2018. — 45 с. — 15 000 экз. — ISBN 978-5-00127-006-5.
- Болезнь и смерть: по трудам святителя Феофана Затворника / составил архимандрит Наум (Байбородин). — Москва: Сибирская Благозвонница, 2018. — 92 с. — 10 000 экз. — ISBN 978-5-906911-96-4.
- От чего грехи?: (опыт борьбы со страстями) : по трудам святого праведного Иоанна Кронштадтского / составил архимандрит Наум (Байбородин). — Москва: Сибирская благозвонница, 2018. — 78 с. — 10 000 экз. — ISBN 978-5-906911-94-0.
- Духовный жемчуг: по творениям святителя Иоанна Златоуста / составил архимандрит Наум (Байбородин). — Москва: Cибирская Благозвонница, 2018. — 203 с. — 7000 экз. — ISBN 978-5-906911-98-8.
- По творениям святых отцов. — Москва: Сибирская благозвонница, 2018. — 58 с. — 15 000 экз. — ISBN 978-5-906911-95-7.
- О благоразумном разбойнике Рахе. — Москва: Сибирская благозвонница, 2018. — 60 с. — 10 000 экз. — ISBN 978-5-906911-97-1.
- Тайна Туринской Плащаницы и Пасха Христова. — М.: Сибирская Благозвонница, 2018. — 140 с. — 7000 экз. — ISBN 978-5-906911-73-5.
- Слова на двунадесятые праздники. — М.: Сибирская Благозвонница, 2019. — 360 с. — 5000 экз. — ISBN 978-5-00127-048-5.
- Архимандрит Наум о спасительном подходе к исповеди : исповедь современного человека. — М.: Сибирская Благозвонница, 2019. — 397 с. — 5000 экз. — ISBN 978-5-00127-117-8.
  - Архимандрит Наум о спасительном подходе к исповеди : исповедь современного человека. — М.: Сибирская Благозвонница, 2020. — 397 с. — 5000 экз. — ISBN 978-5-00127-168-0.
- Тебе, Мати Бога нашего, хвалим: Богородичные сотницы. — М.: Сибирская Благозвонница, 2019. — 204 с. — 7000 экз. — ISBN 978-5-00127-091-1.
- Как очистить свой ум и сердце: По творениям святых отцов. — М.: Сибирская Благозвонница, 2019. — 96 с. — 10 000 экз. — ISBN 978-5-00127-101-7.
- Человек — храм Божий. — М.: Сибирская Благозвонница, 2019. — 765 с. — 3000 экз. — ISBN 978-5-00127-116-1.
- Адам Ветхий и Адам Новый. — М.: Сибирская Благозвонница, 2019. — 45 с. — 10 000 экз. — ISBN 978-5-00127-102-4.
- Ходатаица земной и вечной радости: о Пресвятой Богородице. — М.: Сибирская Благозвонница, 2019. — 447 с. — 5000 экз. — ISBN ISBN 978-5-00127-068-3.
  - Ходатаица земной и вечной радости. О Пресвятой Богородице. — Москва: Сибирская благозвонница, 2022. — 447 с. — ISBN 978-5-00127-297-7. — 3000 экз.
- Ключ к Псалтири. — М.: Сибирская Благозвонница, 2019. — 196 с. — 5000 экз. — ISBN 978-5-00127-109-3.
  - Ключ к Псалтири. — М.: Сибирская Благозвонница, 2020. — 196 с. — 5000 экз. — ISBN 978-5-00127-166-6.
  - Ключ к Псалтири. — Москва : Сибирская Благозвонница, 2023. — 196 с. — ISBN 978-5-00127-370-7. — 5 000 экз.
- О том, как грех вызывает наказание. — М.: Сибирская Благозвонница, 2020. — 221 с. — 5000 экз. — ISBN 978-5-00127-181-9.
- Святоотеческие сотницы. — М.: Сибирская Благозвонница, 2020. — 591 с. — (Серия Духовные четки : по творениям святых отцов). — 5000 экз. — ISBN 978-5-00127-179-6.
- Покров Божий над Россией. — М.: Сибирская Благозвонница, 2020. — 317 с. — 5000 экз. — ISBN 978-5-00127-139-0.
- Мессианская сотница. — М.: Сибирская Благозвонница, 2020. — 58 с. — 10 000 экз. — ISBN 978-5-00127-161-1.
- Истина бытия Божия. — М.: Сибирская благозвонница, 2020. — 270 с. — 5000 экз. — ISBN 978-5-00127-164-2.
- Творение мира. — М.: Сибирская Благозвонница, 2020. — 286 с. — 5000 экз. — ISBN 978-5-00127-173-4.
- О помощи Пресвятой Богородицы в Великой Отечественной войне : отрывки из проповедей и произведений. — М.: Сибирская Благозвонница, 2020. — 221 с. — 5000 экз. — ISBN 978-5-00127-134-5.
- Земной ангел и небесный человек : архимандрит Наум (Байбородин) о преподобном Сергии Радонежском. — М.: Сибирская Благозвонница, 2020. — 318 с. — 500 экз. — ISBN 978-5-00127-167-3.
- Числа в богословии и природе. — Москва : Сибирская Благозвонница, 2021. — 190 с. — ISBN 978-5-00127-214-4. — 5000 экз.
- Кончина мира : пророчества. — Москва : Сибирская Благозвонница, 2022. — 282 с. — ISBN 978-5-00127-398-1. — 5 000 экз.
  - Кончина мира : пророчества. — Москва : Сибирская Благозвонница, 2022. — 282, с. — ISBN 978-5-00127-398-1. — 5 000 экз.
- Слова о старчестве. — Москва : Сибирская благозвонница, 2022. — 312 с. — ISBN 978-5-00127-341-7. — 3000 экз.
- Сокровенное делание умно-сердечной молитвы. — Москва : Сибирская благозвонница, 2022. — 189 с. — ISBN 978-5-00127-275-5. — 5000 экз.
- Слова о милосердии. — Москва : Сибирская Благозвонница, 2022. — 125 с. — ISBN 978-5-00127-304-2. — 5000 экз.
- Архимандрит Наум о спасительном подходе к исповеди : исповедь современного человека. — Москва : Сибирская Благозвонница, 2022. — 397 с. — ISBN 978-5-00127-298-4. — 5000 экз.
- Как очистить свой ум и сердце: по творениям святых отцов. — Москва : Сибирская Благозвонница, 2023. — 93 с. — ISBN 978-5-00127-401-8. — 10 000 экз.
- Покров Божий над Россией. — Москва : Сибирская Благозвонница, 2023. — 317 с. — ISBN 978-5-00127-383-7. — 5000 экз.
- Путь покаяния. — Москва : Сибирская Благозвонница, 2023. — 198 с. — ISBN 978-5-00127-374-5. — 5000 экз.
- Слова о любви. — Москва : Сибирская благозвонница, 2023. — 461 с. — ISBN 978-5-00127-354-7. — 5000 экз.
- Каждый день с отцом Наумом : книга-календарь / [ред. Л. А. Чуткова]. — Москва : Сибирская Благозвонница, 2023. — 830 с. — ISBN 978-5-00127-409-4. — 5000 экз.
- Слова о воспитании / составитель Л. Чуткова. — Москва : Сибирская благозвонница, 2024. — 270 с. — ISBN 978-5-00127-448-3. — 5000 экз.